# Villarejo
Villarejo – gmina w Hiszpanii, w prowincji La Rioja, w La Rioja, o powierzchni 6,38 km². W 2011 roku gmina liczyła 34 mieszkańców.